# Молданов, Тимофей Алексеевич
Тимофей Алексеевич Молданов (род. 22 мая 1957, Юильск) — хантыйский поэт, фольклорист и этнограф. Исследователь культуры народов севера, кандидат исторических наук (2002).

## Биография
Родился 22 мая 1957 года в деревне Юильск Берёзовского района (ныне в Белоярском районе) Ханты-Мансийского национального округа Тюменской области в семье оленевода. Окончил Салехардский зооветеринарный техникум и Российский государственный педагогический университет им. А. И. Герцена в 1985 и в 2000 годах соотвестсвенно.
По возвращении из армии работал оленеводом в совхозе «Казымский», позже работал в Саранпаульской геофизической партии, Полярно-Уральской экспедиции, Бачелинском лесозаводе, госпромхозе «Ханты-Мансийский» и Берёзовском райпромкомбинате. В 1990 году стал работать в Окружном Доме народного творчества народов Севера. С 1991 года — на работе в Белоярском фольклорном архиве. С 1994 года был руководителем Ханты-Мансийского окружного научно-фольклорного фонда народов Севера Обско-угорского института прикладных исследований и разработок. Позже стал ведущим научным сотрудником отдела филологии и фольклористики. В 2014 году начал работать в Этнографическом музее под открытым небом «Торум Маа», в 2015 году стал руководителем проекта «Этноакадемия обских угров». С 2016 года руководит Окружной школой медвежьих игрищ при Окружном Доме народного творчества.

### Деятельность
Вернувшись из армии, стал записывать сказки и обрядовые песни хантов на магнитофон.
Занимался расшифровкой фольклорных записей. Расшифрованный материал он позже опубликовал в серии фольклорных сборников «Земля кошачьего локатка», на страницах газеты «Ханты Ясанг».
В 1990-е годы стал разучивать с детьми в детских этнических стойбищах репертуар медвежьих игрищ.
Проводил семинары по сохранению, сбору, систематизации, переводу фольклора и стоял у истоков создания фольклорных архивов в округе.
Исполнитель ритуально-обрядовых песен, владеет репертуаром медвежьих игрищ. Исполняет танцы духов-покровителей и обучает этому детей.
Рассказывает в детских стойбищах сказки для детей и исполняет личные песни. Также задействован в деятельности театра «Солнце», во многих спектаклях которого является консультантом.
Написал более 100 научных публикаций, из которых 8 монографий, 12 фольклорных сборников, научно-популярных фильмов. Один из его фильмом «О чём поведал медведь на Югане» (1995) получил диплом на V Международном фестивале телепрограмм и телефильмов «Финно-угорский мир».
В 2018 году был признан мастером фольклора коренных малочисленных народов Севера Ханты-Мансийского автономного округа — Югры. Тимофей Молданов внесён в раздел «Носители, исполнители и мастера фольклора коренных малочисленных народов Севера Ханты-Мансийского автономного округа — Югры» Реестра объектов нематериального культурного наследия народов Ханты-Мансийского автономного округа — Югры.

## Награды
- Обладатель Золотой медали Лиги малочисленных народов мира за сохранение культуры малочисленных народов Севера (2002)
- Обладатель Грамоты Министерства культуры Российской Федерации (2020)
- Лауреат I степени Международного фестиваля культуры финно-угорских народов «Живущие по солнцу» в номинации «Традиционная культура финно-угорских народов в литературном творчестве самодеятельных авторов» (2018)
- Лауреат конкурса «Финно-угорские звезды в социальных сетях», организованного Обществом «Финляндия — Россия» (2019)
- Лауреат премии Правительства Ханты-Мансийского автономного округа — Югры им. И. Н. Шесталова (2020)
- Лауреат премии Программы родственных народов Министерства образования и науки Эстонии в области науки (2020)[2].